# La Union (Philippines)
Pour les articles homonymes, voir La Unión.
La province de La Union est une province des Philippines située au nord-ouest de l'île de Luçon et qui fait partie de la région d'Ilocos (Région I).

## Villes et municipalités
Municipalités
- Agoo
- Aringay
- Bacnotan
- Bagulin
- Balaoan
- Bangar
- Bauang
- Burgos
- Caba
- Luna
- Naguilian
- Pugo
- Rosario
- San Gabriel
- San Juan
- Santo Tomas
- Santol
- Sudipen
- Tubao

Villes
- San Fernando